# Вещное право
Ве́щное пра́во (лат. jus in rem) — абсолютное субъективное гражданское право, обеспечивающее возможность его обладателю своими непосредственными действиями извлекать полезные свойства из самой индивидуально-определенной вещи (вещи как таковой) в целях удовлетворения своего собственного интереса.
Лицо, обладающее вещным правом, осуществляет его самостоятельно, не прибегая для этого к каким-либо определённым действиям, содействию других обязанных лиц. Собственник вещи владеет, пользуется и распоряжается ею по своему усмотрению в пределах, установленных законом. Вещные права можно разделить на 2 группы: на право собственности и на ограниченные вещные права.
Кроме того, под вещным правом понимают также совокупность норм, регулирующих субъективное право собственности и иные субъективные вещные права. В российском праве большинство таких норм сосредоточены в Разделе II Гражданского кодекса РФ. Вещное право — подотрасль гражданского права.
После рецепции римского права в Средние века один из основополагающих его принципов римского права — недопустимость двух (нескольких) прав собственности вступил в противоречие с существовавшим при феодализме одновременным «правом собственности» сеньора и вассала на один и тот же земельный участок. Феодальное право, подобно древнему римскому праву, не содержало чёткого различия между правом собственности и другими правами на вещи, что создавало возможность сосуществования нескольких близких по содержанию имущественных прав собственности на одну и ту же вещь. В связи с этим глоссаторами была разработана концепция «разделенной собственности», допускавшая и объяснявшая сосуществование двух или нескольких одноимённых имущественных прав на одну и ту же землю (лен, феод).
Однако впоследствии феодальные отношения вассальной зависимости были устранены и была исключена возможность существования двух прав собственности на одну и ту же вещь, в том числе применительно к земельным участкам. В связи с этим появилась экономическая необходимость предоставить юридически наиболее прочную, то есть вещно-правовую (а не обязательственно-правовую) возможность одним лицам пользоваться землёй, принадлежащей другим лицам. Решением этой проблемы стало появление в европейском континентальном праве категории ограниченных вещных прав, противопоставляемых обязательственным правам требования, чаще всего вытекающим из договоров. Эта общая категория заменила собой различные феодальные титулы (права собственности). К ограниченным вещным правам были отнесены сервитуты, узуфрукт, эмфитевзис и суперфиций, а также залог, как право при определённых условиях продать чужую, в том числе недвижимую, вещь и преимущественное право покупки недвижимости (земельного участка), в том числе при установлении долевой собственности на соответствующий объект.
В англо-американском праве существует система property rights (прав собственности), которая подобно феодальному средневековому праву допускает одновременное существование таких прав собственности, принадлежащих разным лицам, на один и тот же земельный участок (недвижимость). Полное право собственности (full ownership) может существовать только в отношении движимых вещей, а в отношении недвижимости признаются лишь различные более или менее ограниченные титулы (titles, estates), поскольку по традиционным (феодальным) представлениям «верховным собственником» земли может быть только суверен. Кроме того, наряду с титулами по общему праву (estates in law) имеются и титулы по праву справедливости (equitable estates), которые могут одновременно находиться у разных лиц, но также касаться одного и того же земельного участка.

## Признаки вещного права
Право собственности входит в перечень вещных прав, а другие вещные права лишь производны от права собственности (являются результатом конститутивного правопреемства). Вещное право является абсолютным правом, то есть не нужно обращаться к третьим лицам для реализаций своих правомочий, в отличие от обязательственного права, которое является относительным. Вещные права имеют объектами индивидуально-определенные вещи. Вещные права (как правило) бессрочны, а также нарушение вещных прав требует преимущественного удовлетворения перед обязательственными.

## Право собственности
Право собственности в объективном смысле — совокупность правовых норм, регулирующих владение, пользование и распоряжение собственника имуществом по своему усмотрению и в своих интересах и защита этого имущества от посягательств третьих лиц.
Право собственности в субъективном смысле состоит из следующих правомочий собственника:
- Правомочие владения — возможность осуществления фактического господства над вещью.
- Правомочие пользования — это возможность осуществлять эксплуатацию имущества, извлекать из него полезные свойства, получать плоды и доходы.
- Правомочие распоряжения — возможность определять фактическую судьбу вещи (возможность определения юридической судьбы вещи является не чем иным, как возможностью распорядиться правом собственности. Такая возможность не входит в корпус права собственности, а представляет собой внешнее по отношению к нему правовое явление — так называемая «распорядительная власть» над субъективным правом).

## Бремя содержания имущества
Собственник несёт бремя содержания принадлежащего ему имущества, если иное не предусмотрено законом или договором, согласно ст. 210 ГК РФ.

## Риск случайной гибели имущества
Риск случайной гибели или случайного повреждения имущества несёт его собственник, если иное не предусмотрено законом или договором согласно ст. 211 ГК РФ.

## Субъекты права собственности
В РФ признаётся частная, государственная, муниципальная и иные формы собственности ч. 1 ст. 212 ГК РФ.
Имущество может находиться в собственности граждан и юридических лиц, а также Российской Федерации, субъектов РФ, муниципальных образований ч. 2, ст. 212 ГК РФ.
Особенности приобретения и прекращения права собственности на имущество, владения, пользования и распоряжения им в зависимости от того, находится имущество в собственности гражданина или юридического лица, в собственности РФ, субъекта РФ или муниципального образования, могут устанавливаться лишь законом. Законом определяются виды имущества, которые могут находиться только в государственной или муниципальной собственности. ч. 3, ст 212, ГК РФ.
Права всех собственников защищаются равным образом. ч. 4, ст. 212 ГК РФ.

## Ограниченные вещные права
Кроме права собственности, обладатель которого имеет неограниченные возможности в управлении вещью (за исключением случаев, когда правомочия собственника ограничены законом), существуют иные вещные права, которые можно назвать ограниченными. Они предоставляют ограниченный комплекс прав в отношении имущества. Чаще всего это выражается в невозможности определять юридическую судьбу вещи (распоряжаться ею).
- право хозяйственного ведения;
- право оперативного управления;
- право пожизненного наследуемого владения землёй;
- право постоянного бессрочного пользования земельным участком;
- право безвозмездного срочного пользования земельным участком;
- право социального найма;
- право пользования жильём членами семьи собственника;
- право фактического владельца;
- право пожизненного проживания в жилом помещении другого лица в соответствии с завещательным отказом (ст. 1137 ГК);
- сервитут.

Общие признаки:
1. это право на чужое имущество;
2. это право следования, то есть смена собственника не влечёт для носителя ограниченного вещного права никаких изменений;
3. носитель — только титульный владелец;
4. предоставляется та же защита, что и праву собственности.

### Право хозяйственного ведения
Вещное право (Особый раздел) юридического лица-несобственника владеть, пользоваться и распоряжаться закреплённым за ним имуществом в пределах, определённых законом.
Субъекты: Унитарные предприятия (за исключением казённых) всех форм собственности; дочерние предприятия, созданные унитарными; государственные концерны.
Объект: комплекс имущества, который в установленном порядке закреплён за носителем этого права.
Содержание: владение (обычно в полном объёме); пользование (обычно в полном объёме); распоряжение. По обязательствам юридическое лицо-носитель права хозяйственного ведения отвечает всем своим имуществом, вплоть до основных фондов.

### Право оперативного управления
Право юридического лица-несобственника владеть и пользоваться закреплённым за ним имуществом в пределах, определённых законом, в соответствии с заданиями собственника, назначением имущества.
Субъекты: казённые предприятия; учреждения как вид некоммерческих юридических лиц.
Объект: комплекс имущества, в установленном порядке закреплённый за указанными юрлицами.
Содержание: владение, пользование, распоряжение — но объём и реализация этих полномочий могут быть ограничены. Носитель права оперативного управления отвечает по обязательствам, но казённое предприятие — всем своим имуществом, а учреждение — только денежными средствами. Предусмотрена субсидиарная ответственность собственника.

### Право пожизненного наследуемого владения землёй
Носитель, не будучи собственником земельного участка, наделяется в отношении его правомочиями владения, пользования пожизненно с передачей этого пользования по наследству.
Субъекты: физические лица.
Содержание: владение и пользование. Носитель может возводить на участке здания и сооружения и приобретать на них право собственности.

### Право постоянного (бессрочного) пользования земельным участком
Право пользования, не ограниченное установлением срока.
Субъекты: государственные или муниципальные учреждения, казённые предприятия, органы государственной власти, органы местного самоуправления; до введения в действие Земельного кодекса РФ — также физические лица (право которых после введения кодекса сохранилось).

### Сервитут
Сервитут — это ограниченное право пользования имуществом, находящимся в собственности другого лица.
Основания возникновения: соглашение. Если соглашение не достигнуто, то лицо имеет право обратиться с иском в суд. Собственник участка вправе требовать плату за пользование его имуществом. Сервитуту свойственно право следования судьбе главной вещи.

## Приватизация государственного и муниципального имущества
Имущество, находящееся в государственной или муниципальной собственности, может быть передано его собственникам в собственность граждан и юридических лиц в порядке, предусмотренном законами по приватизации государственного и муниципального имущества.
При приватизации государственного и муниципального имущества предусмотренные ГК положения, регулирующие порядок приобретения и прекращения права собственности, применяются, если законами о приватизации не предусмотрено иное.